# Attius Priscus
Attius Priscus (1. század) római festő
Életéről mindössze annyit tudunk, amennyit idősebb Plinius említ munkájában: eszerint Vespasianus megbízásából freskókat készített Honor és Virtus templomába Rómában társával, Cornelius Pinusszal együtt.